# Internal Complexity
Internal Complexity – czwarty studyjny album polskiej grupy deathmetalowej Sceptic. Wydany został 2005 roku nakładem wytwórni muzycznej Mystic Production. Jest to pierwsze wydawnictwo zrealizowane z wokalistką Weroniką Zbieg znaną z występów w grupie Totem. Na płycie umieszczono pliki MP3 z alternatywną edycją albumu z partiami wokalnymi w wykonaniu Marcina Urbasia.

## Lista utworów
Opracowano na podstawie materiału źródłowego.
1. Alternation of Destiny (muz. Sceptic, sł. Urbaś) – 4:32
2. Internal Complexity (muz. Sceptic, sł. Urbaś) – 3:21
3. Suddenly Awaken (muz. Sceptic, sł. Urbaś) – 4:36
4. Manipulated (muz. Sceptic, sł. Urbaś) – 4:55
5. Knowing Nothing... (muz. Sceptic, sł. Urbaś) – 5:03
6. Anomaly (muz. Sceptic, sł. Urbaś) – 4:30
7. Hidden in the Light (muz. Sceptic, sł. Urbaś) – 3:56
8. Paralyzed, Mesmerized (Coroner cover) – 7:52
9. Those Who Remember (muz. Sceptic, sł. Lukes) – 3:57
10. A Typical Reverie (muz. Sceptic, sł. Urbaś) – 6:23

## Twórcy
Opracowano na podstawie materiału źródłowego.
| - Weronika Zbieg – wokal prowadzący - Marcin Urbaś – wokal prowadzący - Jacek Hiro – gitara rytmiczna, gitara prowadząca - Marcin Halerz – gitara basowa, loopy, oprawa graficzna | - Jakub Chmura – perkusja - Szymon Czech – realizacja, miksowanie, mastering, produkcja muzyczna - Joanna Woronkowicz – okładka - Kuba Kogut – logo |